# Alright (Janet Jackson)
Alright is de vierde single van de Amerikaanse r&b/pop-zangeres Janet Jackson, afkomstig van haar vierde studioalbum Janet Jackson's Rhythm Nation 1814 (1989). De single werd in 1990 uitgebracht en werd net als haar drie voorgangers een hit in de Verenigde Staten.

## Informatie
"Think (About It)" van Lyn Collins uit 1972 werd nieuw leven in geblazen toen het door Jackson gecoverd werd voor "Alright". De single bereikte in de VS nummer 4 op de Billboard Hot 100 lijst, nummer 2 op de R&B-lijst en nummer 1 op de dance-hitlijst. Op de dancelijst brak ze het record van Madonna omdat ze de meeste achtereenvolgende dance nummer 1-hits had (4). Tussen 1999 en 2008 werd dit record verbroken toen Madonna 18 achtereenvolgende nummer 1-dancehits had. Op de Billboard Hot 100 werd de single het 'laagst genoteerde nummer' van het album: vier nummer 1-hits en twee andere stonden op de nummer 2-positie. Voor de Grammy Awards van 1991 kreeg "Alright" een nominatie voor Best R&B Vocal Performance, Female. In 1990 werd het lied opnieuw opgenomen met een rap van Heavy D voor de muziekvideoversie.
Jackson trad tijdens al haar tournees op met dit nummer.

## Muziekvideo
In de video zagen we Jackson in een outfit van de jaren 30 en 40, een zootsuit. Cyd Charisse, The Nicholas Brothers en Cab Calloway (die een van zijn laatste opwachtingen maakte) waren in de video te zien. Janet en haar twee dansers hebben ieder een zwart pak aan met krijtstrepen, een bijpassende hoed en zwart met witte schoenen. De video begint met Janet en twee dansers die liggen te slapen op een bank in een straat. Een krantenbezorger gooit een krant op hen en ze staan op en lezen ieder een krant en zien dat Cab Calloway later op de dag zijn grote entree zal maken tijdens de première van zijn film "Alright". Jackson en dansers gaan de hele stad door om uiteindelijk bij de première aanwezig te zijn. Janet verbeeldt zich dat ze uit de limo stapt en als een glamour diva over de rode loper wandelt. Ineens valt Jackson en Cab Calloway helpt haar opstaan waarna hij de limousine aan haar en de dansers geeft. Ze komen te midden van een dansgezelschap in een drukke straat en stappen uit, dansen en klimmen op een busje. Janet merkt dan op dat ze haar horloge kwijt is. Ze gaan van het busje af en lopen naar de plek waar ze waren toen de video begon en ze krijgen wat water over zich heen als ze achter een schoonmaakbusje lopen. Ze gaan op het bankje zitten en als de drie slapen, komt Cab Calloway langs om het horloge in Jacksons hand te duwen. Hij sluipt weg en zegt "Alright" en 'The End' verschijnt.
De langere versie bevat de raps van Heavy D. De video won een Soul Train Music Award voor Best R&B/Soul or Rap Music Video in 1991.
De video heeft veel weg van de "When I Think of You" video, die dezelfde regisseur had.
Tijdens de eerste MTV ICON gaf Usher tribute aan Jackson door de bankscène, van het begin van de video, na te doen.